# Плавання на Чемпіонаті світу з водних видів спорту 2017 — 1500 метрів вільним стилем (жінки)
Змагання з плавання на дистанції 1500 метрів вільним стилем серед жінок на Чемпіонаті світу з водних видів спорту 2017 відбулись 24 (попередні запливи)і 25 липня (фінал).

## Рекорди
Станом на 24 липня 2017 світовий рекорд і рекорд чемпіонатів світу були такими:
| Світовий рекорд          | Кейті Ледекі (USA) | 15:25.48 | Казань, Росія | 4 серпня 2015 |
| Рекорд чемпіонатів світу | Кейті Ледекі (USA) | 15:25.48 | Казань, Росія | 4 серпня 2015 |

## Результати

### Попередні запливи
Початок запливів 24 липня о 10:48.
| Місце | Заплив | Доріжка | Ім'я                | Країна        | Час      | Примітки |
| ----- | ------ | ------- | ------------------- | ------------- | -------- | -------- |
| 1     | 3      | 4       | Кейті Ледекі        | США           | 15:47.54 | Q        |
| 2     | 3      | 5       | Мірея Бельмонте     | Іспанія       | 16:05.37 | Q        |
| 3     | 2      | 6       | Хоу Явень           | Китай         | 16:05.87 | Q        |
| 4     | 2      | 5       | Сімона Квадарелла   | Італія        | 16:07.08 | Q        |
| 5     | 2      | 4       | Богларка Капаш      | Угорщина      | 16:09.60 | Q        |
| 6     | 3      | 6       | Крістел Кобріх      | Чилі          | 16:17.28 | Q        |
| 7     | 3      | 1       | Юлія Хасслер        | Ліхтенштейн   | 16:19.16 | Q        |
| 8     | 2      | 3       | Айна Кешей          | Угорщина      | 16:20.98 | Q        |
| 9     | 3      | 2       | Хімена Перес        | Іспанія       | 16:21.45 |          |
| 10    | 3      | 7       | Таміла Голуб        | Португалія    | 16:24.05 |          |
| 11    | 3      | 8       | Емма Робінсон       | Нова Зеландія | 16:25.78 |          |
| 12    | 2      | 7       | Селін Рідер         | Німеччина     | 16:25.99 |          |
| 13    | 2      | 1       | Гая Натлачен        | Словенія      | 16:32.45 |          |
| 14    | 2      | 8       | Олівія Андерсон     | Канада        | 16:34.50 |          |
| 15    | 3      | 3       | Тяша Одер           | Словенія      | 16:34.86 |          |
| 16    | 2      | 2       | Чень Єцзє           | Китай         | 16:53.74 |          |
| 17    | 2      | 0       | Марія Брамонт-Аріас | Перу          | 17:01.85 |          |
| 18    | 3      | 0       | Мартіна Ельгеніцка  | Чехія         | 17:04.63 |          |
| 19    | 1      | 3       | Алісія Мансілла     | Гватемала     | 17:15.04 |          |
| 20    | 1      | 5       | Хо Нам Вай          | Гонконг       | 17:17.64 |          |
| 21    | 1      | 4       | Саманта Рендл       | ПАР           | 17:22.42 |          |
| 22    | 3      | 9       | Суад Черуаті        | Алжир         | 17:25.00 |          |

### Фінал
Фінал розпочався 25 липня о 17:40.
| Місце | Доріжка | Ім'я              | Країна      | Час      | Примітки |
| ----- | ------- | ----------------- | ----------- | -------- | -------- |
| 1     | 4       | Кейті Ледекі      | США         | 15:31.82 |          |
| 2     | 5       | Мірея Бельмонте   | Іспанія     | 15:50.89 | NR       |
| 3     | 6       | Сімона Квадарелла | Італія      | 15:53.86 |          |
| 4     | 2       | Богларка Капаш    | Угорщина    | 16:06.27 |          |
| 5     | 3       | Хоу Явень         | Китай       | 16:08.10 |          |
| 6     | 7       | Крістел Кобріх    | Чилі        | 16:13.46 |          |
| 7     | 1       | Юлія Хасслер      | Ліхтенштейн | 16:14.86 |          |
| 8     | 8       | Айна Кешей        | Угорщина    | 16:22.87 |          |